# نفرحتپ سوم
نفرحُتِپ سوم سومین یا چهارمین شاه دودمان شانزدهم مصر باستان واقع در تبس بود. طول دوران فرمانروایی او در فهرست پادشاهان تورین ۱ سال گفته شده و تنها یک سنگ یادبود با نام او در تبس پیدا شده‌است.
در سنگ یادبود تبس نفرحُتِپ سوم چندین بار تبس را «شهر من» می‌نامد و خود را برای آنچه «رهبری تبس پیروزمند» می‌نامد، می‌ستاید. این سنگ یادبود نخستین سندی است که در آن تاج خپرش دیده می‌شود. پس از دوران کوتاه فرمانروایی او، منتوحتپ ششم به تخت رسید.